# سهره‌نماهای خاکستری
سهره‌نماهای خاکستری (نام علمی: Pseudospingus) یک سرده از پرندگان سسک‌مانند از خانواده فرخندگان (Thraupidae) است. آنها در جنگل‌های مرتفع در آمریکای جنوبی یافت می‌شوند.

## گونه‌ها
دو گونه در این سرده عبارتند از:
| نگاره  | نام رایج        | نام علمی                      | پراکنش                         |
| ------ | --------------- | ----------------------------- | ------------------------------ |
| </img> | سهره‌نمای کدر    | Pseudospingus xanthophthalmus | بولیوی و پرو                   |
| </img> | سهره‌نمای سرسیاه | Pseudospingus verticalis      | کلمبیا، اکوادور، پرو و ونزوئلا |